# ناحیه فورست سیتی، شهرستان میکر، مینه سوتا
ناحیه فورست سیتی (به انگلیسی: Forest City Township) یک منطقهٔ مسکونی در ایالات متحده آمریکا است که در شهرستان میکر، مینه‌سوتا واقع شده‌است.
 ناحیه فورست سیتی ۹۲٫۵ کیلومتر مربع مساحت و ۶۶۶ نفر جمعیت دارد و ۳۳۷ متر بالاتر از سطح دریا واقع شده‌است.